# Bilocatie
Bilocatie is de vermeende paranormale vaardigheid van een persoon om op twee verschillende plaatsen tegelijk aanwezig te zijn. De christelijke traditie is rijk aan bilocatieverhalen die betrekking hebben op gelijktijdige aanwezigheid op verschillende plaatsen. Van verschillende heiligen en ook van monniken van andere religies wordt verhaald dat zij al dan niet bewust bilocatie ondergaan hebben. Hier wordt echter meestal gedoeld op translocatie of projectie, bijvoorbeeld als gevolg van uittreding.

## Christendom
- Antonius van Padua
- Ambrosius van Milaan
- Sint-Severus van Ravenna

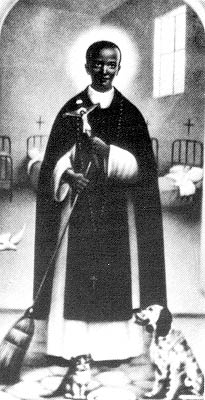
Martinus van Porres

- Drogo (Epinoy, 1102 - Sebourg, Valenciennes, 1186), was schaapherder voor Elisabeth de la Haire en werd door getuigen gezien terwijl hij op het veld werkte en iedere zondag naar de mis ging.
- De heilige Martinus van Porres (Lima, 9 december 1579 - 3 november 1639) was een Peruaanse dominicaan. Om Martinus te helpen met zijn goede werken voor de armen en behoeftigen zou God hem gezegend hebben met de miraculeuze gave van bilocatie, de gave om door gesloten deuren te passeren en de gave van de metafysische levitatie zoals Alban Butler (24 oktober 1710 - Saint-Omer, 15 mei 1773) vermeldt in zijn Lives of the Saints.
- Pater Pio verscheen volgens verhalen in 1905 door bilocatie bij de geboorte van Giovanna Rizzani, en ook de bilocatie aan graaf Cardona na de slag bij Caporetto in 1917 wordt als echt aanvaard.[1]
- Sint-Alfonsus van Liguori werd in 1774 gezien aan het sterfbed van de stervende paus Clemens XIV, terwijl Alfonsus opgesloten was in zijn cel op vier dagreizen daarvandaan.
- Emanuel Swedenborg, Duitse filosoof
- Gerardus Majella
- María de León Bello y Delgado

## Niet-christelijke religies
- De IJslandse sagen spreken van krijgers die de gave bezaten om in trance te gaan en duizenden mijlen verderop in een veldslag te verschijnen.
- De Engelse occultist Aleister Crowley beschikte volgens zijn kennissen ook over deze gave, maar was er zich niet van bewust als het gebeurde.
- Sommige mensen die claimen aan astrale projectie (de gave om uit het lichaam te treden) te doen, zoals Robert Peterson, beschrijven hoe het is om op meer dan één locatie te zijn.
- Verschillende hindoe goeroes zijn gelijktijdig op meer plaatsen in wakkere toestand gezien, of werden al slapend gezien, terwijl ze wakker waren op een andere locatie. Sommige teksten beschrijven zelfs het verschijnsel dat meer dan één kopie van de persoon te zien was.
- Aan de graaf van Saint-Germain, die rond de Franse Revolutie verdween om later, op allerlei tijdstippen en op ver uiteenlopende plaatsen, even oud gebleven te herrijzen, worden levens en daden van opmerkelijke aard toegeschreven.
- Idries Shah en Robert Graves vermelden het voorval dat van oudere leden van de Azimia-orde "bekend was dat ze konden verschijnen, zoals vele van de oude sheiks op verschillende plaatsen tezelfdertijd." (The Sufis, 1971)